# Завади (гміна Туроснь-Косьцельна)
Завади (пол. Zawady) — село в Польщі, у гміні Туроснь-Косьцельна Білостоцького повіту Підляського воєводства.
Населення — 104 особи (2011).
У 1975-1998 роках село належало до Білостоцького воєводства.

## Демографія
Демографічна структура станом на 31 березня 2011 року:
|          | Загалом | Допрацездатний вік | Працездатний вік | Постпрацездатний вік |
| -------- | ------- | ------------------ | ---------------- | -------------------- |
| Чоловіки | 57      | 8                  | 40               | 9                    |
| Жінки    | 47      | 5                  | 22               | 20                   |
| Разом    | 104     | 13                 | 62               | 29                   |